# Selección masculina de hockey sobre hierba de Pakistán
La Selección de hockey césped de Pakistán, también conocida como los Green Shirts, es el equipo representativo del país en las competiciones oficiales. Su organización está a cargo de la Federación Pakistaní de Hockey.
La selección pakistaní de hockey sobre césped es el equipo más exitoso en las Copas Mundiales, ya que tiene el récord de campeonatos ganados con 4 títulos.

## Campeonato del Mundo
- Barcelona (España) 1971:  ORO
- Amstelveen (Países Bajos) 1973: 4.º
- Kuala Lumpur (Malasia) 1975:  PLATA
- Buenos Aires (Argentina) 1978:  ORO
- Bombay (India) 1982:  ORO
- Londres (Inglaterra) 1986: 11.º
- Lahore (Pakistán) 1990:  PLATA
- Sídney (Australia) 1994:  ORO
- Utrecht (Países Bajos) 1998: 5.º
- Kuala Lumpur (Malasia) 2002: 5.º
- Mönchengladbach (Alemania) 2006: 6.º
- Nueva Dehli (India) 2010: 12.º
- La Haya (Países Bajos) 2014: No clasificó